# Autophila submarginata
Autophila submarginata là một loài bướm đêm trong họ Erebidae.